# Henrik L’Abée-Lund
Henrik L’Abée-Lund (* 23. März 1986 in Trondheim) ist ein ehemaliger norwegischer Biathlet.

## Karriere

### Anfänge
Henrik L’Abée-Lund bestritt 2004 in Geilo seine ersten Rennen im Rahmen des Junioren-Europacup. In all seinen Rennen in dem Jahr kam L’Abée-Lund auf einstellige Ränge. Erstes Großereignis wurde die Junioren-Weltmeisterschaft 2006 in Presque Isle. Beste Ergebnisse waren ein sechster Platz im Einzel und Platz vier mit der Staffel. Erfolgreicher war die Juniorenweltmeisterschaft 2007 in Martell. Im Einzel erreichte er zwar nur den 18. Platz, im Sprint gewann er Bronze, Sechster wurde er im Verfolgungsrennen und mit der Staffel gewann er die Silbermedaille. Anschließend startete der Norweger bei der Junioren-Europameisterschaft in Bansko und gewann dort im Einzel die Bronzemedaille. 2007 bestritt L’Abée-Lund seine ersten Rennen im Biathlon-Europacup. Das nächste Großereignis wurden die Biathlon-Europameisterschaften 2009 in Ufa. Im Einzel als 13. und im Sprint als 16. verpasste er Top-Ten-Platzierungen, in der Verfolgung kam er auf den fünften Platz. Mit Dag Erik Kokkin, Tarjei Bø und Rune Brattsveen gewann er im Staffelwettbewerb vor den Teams aus Deutschland und Russland die Goldmedaille.
National trat L’Abée-Lund erstmals 2006 nennenswert in Erscheinung, als er an der Seite von Kristian Martinsen, Stian Eckhoff und Halvard Hanevold bei den norwegischen Meisterschaften mit der Vertretung aus Oslo og Akershus den Titel gewinnen konnte. 2009 gewann er in Lillehammer mit Eckhoff, Martin Eng und Hanevold Silber, 2010 in Simostranda mit seinem Bruder Magnus L’Abée-Lund, Eng und Christian Sæten wurde er erneut Meister. Zudem gewann er im Sprint hinter Emil Hegle Svendsen und vor Alexander Os seine erste Einzelmedaille.
Sein Debüt im Weltcup gab L’Abée-Lund 2011 in Presque Isle, wo er in einem Sprint als 17. sofort Weltcuppunkte gewann. Im Verfolgungsrennen konnte er sich bis auf Platz zehn verbessern und damit schon im zweiten Rennen erstmals unter die besten Zehn laufen.
In der Saison 2011/12 startete L’Abée-Lund sowohl im  Weltcup als auch im IBU-Cup. Er konnte im Weltcup aber keine erneute Top-Ten-Platzierung erreichen.
Bei den Europameisterschaften gewann er mit der Staffel Silber und erreichte im Sprint den achten Platz.
Die folgende Saison war seine beste. In der Gesamtwertung des Weltcups erreichte er den 24. Platz und in der Einzelwertung den 9. Platz. Die norwegische Staffel konnte zu Beginn der Saison gewinnen. Bei den Weltmeisterschaften L’Abée-Lund, zusammen mit Ole Einar Bjørndalen Tarjei Bø und Emil Hegle Svendsen, im Staffelrennen Gold. Im Einzel erreichte L’Abée-Lund bei den Weltmeisterschaften einen 9. Platz. Bei den vorolympischen Wettkämpfen in Sotschi lief er im Sprint zum ersten Mal in einem Einzelrennen auf das Podium und erreichte den dritten Platz.
Auch in Saison 2013/14 startete L’Abée-Lund wie in Vorsaison fast durchgehend im Weltcup. Beim Verfolgungsrennen in Pokljuka konnte er erneut den dritten Platz erreichen.
Zur Saison 2014/15 wurde L’Abée-Lund erstmals in den A-Nationalkader Norwegens berufen. Zusammen mit Marte Olsbu lief er in der ersten Single-Mixed-Staffel des Weltcups und belegt hinter der russischen Staffel den zweiten Platz. Bei den Weltmeisterschaften in Kontiolahti nahm er nur am Sprint und am Verfolgungsrennen teil. Im Sprint wurde er 35. und konnte sich in der Verfolgung auf den 29. Platz verbessern.
In der Saison 2015/16 konnte er nur in den ersten beiden Rennen die Punkteränge erreichen und beendete die Saison auf dem 60. Platz der Gesamtwertung.
Die Saison 2016/17 verlief dann wieder erfolgreicher für L’Abée-Lund. Beim Verfolgungsrennen erzielte er mit dem achten Platz wieder ein Top-Ten-Ergebnis. Außerdem konnte er in Ruhpolding das Staffelrennen gewinnen. In der Gesamtwertung belegte er den 41. Platz.
Für die Olympischen Winterspiele 2018 in Pyeongchang wurde er, trotz zweier Top-Ten-Ergebnisse zu Beginn der Saison 2017/18 nicht nominiert. Mit der norwegischen Staffel gewann er erneut ein Staffelrennen in Hochfilzen. Bei der vorletzten Weltcupstation in Oslo gewann L’Abée-Lund sein erstes Einzelrennen. Nach einem fehlerfreien Schießen kam er 6 Sekunden vor den ebenfalls fehlerfreien Johannes Thingnes Bø ins Ziel.
Nach der Saison 2018/19 beendete er seine Karriere.

## Weltcupsiege
| Nr. | Datum         | Ort  | Disziplin |
| --- | ------------- | ---- | --------- |
| 1.  | 15. März 2018 | Oslo | Sprint    |

| Nr. | Datum         | Ort             | Disziplin |
| --- | ------------- | --------------- | --------- |
| 1.  | 9. Dez. 2012  | Hochfilzen      | Staffel 1 |
| 2.  | 16. Feb. 2013 | Nové Město (WM) | Staffel 2 |
| 3.  | 11. Jan. 2017 | Ruhpolding      | Staffel 3 |
| 4.  | 10. Dez. 2017 | Hochfilzen      | Staffel 4 |
| 5.  | 18. März 2018 | Oslo            | Staffel 5 |

## Statistik

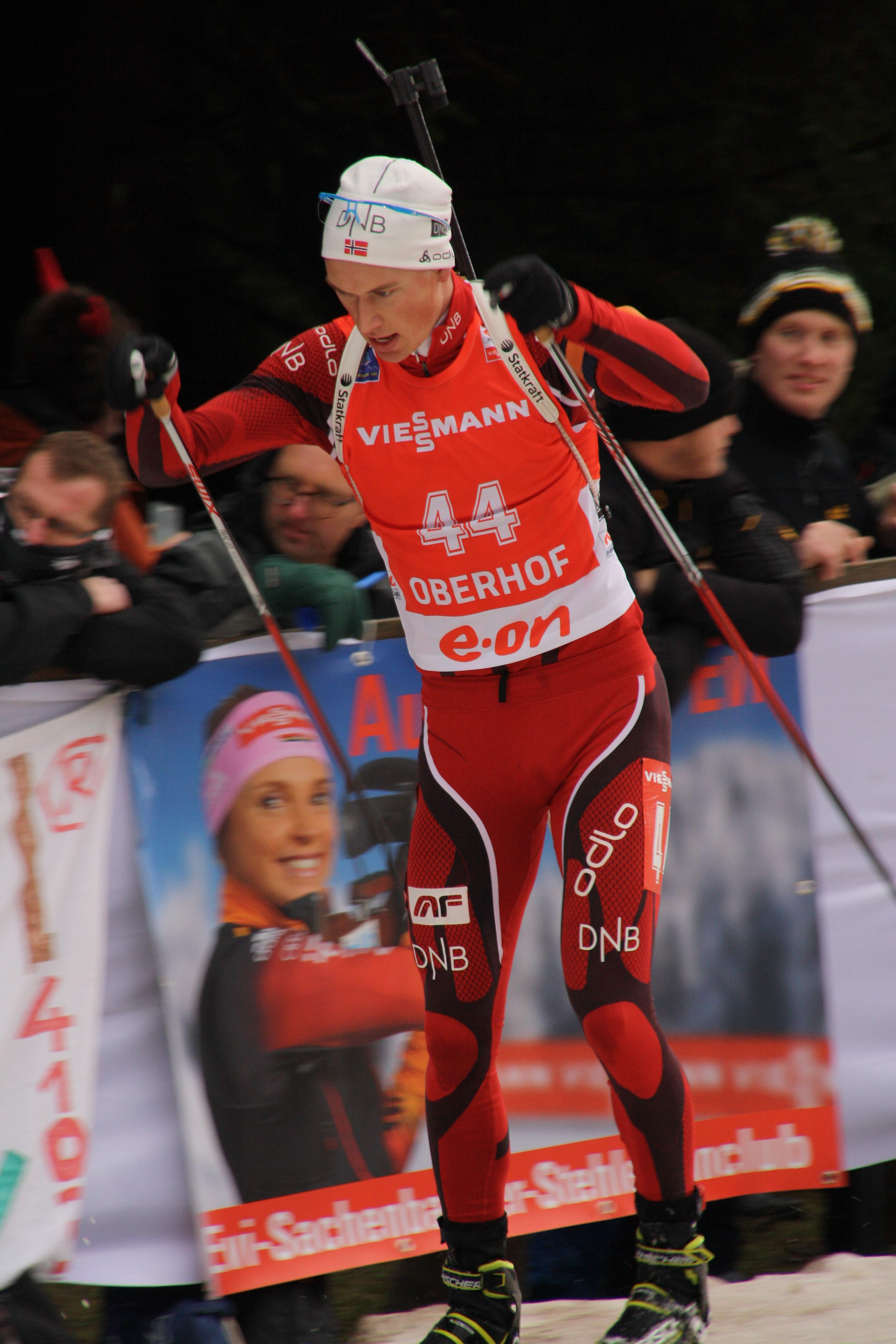
Henrik L’Abée-Lund beim Weltcup in Oberhof 2014

### Biathlon-Weltcup-Platzierungen
Die Tabelle zeigt alle Platzierungen (je nach Austragungsjahr einschließlich Olympische Spiele und Weltmeisterschaften).
- 1.–3. Platz: Anzahl der Podiumsplatzierungen
- Top 10: Anzahl der Platzierungen unter den ersten zehn (einschließlich Podium)
- Punkteränge: Anzahl der Platzierungen innerhalb der Punkteränge (einschließlich Podium und Top 10)
- Starts: Anzahl gelaufener Rennen in der jeweiligen Disziplin
- Staffel: inklusive Mixed- und Single-Mixed-Staffeln

| Platzierung         | Einzel | Sprint | Verfolgung | Massenstart | Staffel | Gesamt |
| ------------------- | ------ | ------ | ---------- | ----------- | ------- | ------ |
| 1. Platz            |        | 1      |            |             | 5       | 6      |
| 2. Platz            |        |        |            |             | 6       | 6      |
| 3. Platz            |        | 1      | 1          |             | 3       | 5      |
| Top 10              | 1      | 8      | 7          | 4           | 22      | 42     |
| Punkteränge         | 10     | 35     | 32         | 14          | 22      | 113    |
| Starts              | 14     | 53     | 38         | 14          | 22      | 141    |
| Stand: Karriereende |        |        |            |             |         |        |

### Weltmeisterschaften
|                                               | Einzelwettbewerbe | Einzelwettbewerbe | Einzelwettbewerbe | Einzelwettbewerbe | Staffelwettbewerbe | Staffelwettbewerbe |
| Sprint                                        | Verfolgung        | Einzel            | Massenstart       | Herrenstaffel     | Mixed-Staffel      |                    |
| --------------------------------------------- | ----------------- | ----------------- | ----------------- | ----------------- | ------------------ | ------------------ |
| Weltmeisterschaften 2013 Nové Město na Moravě | 37.               | 20.               | 9.                | 17.               | 1.                 | –                  |
| Weltmeisterschaften 2015 Kontiolahti          | 35.               | 29.               | –                 | –                 | –                  | –                  |